# Ал-Брук
Ал-Брук (кат. El Bruc) — муніципалітет, розташований в Автономній області Каталонія, в Іспанії. Код муніципалітету за номенклатурою Інституту статистики Каталонії — 80253. Знаходиться у районі (кумарці) Анойя (коди району — 06 та AI) провінції Барселона, згідно з новою адміністративною реформою перебуватиме у складі Центральної баґарії (округи). 

## Населення
Населення міста (у 2007 р.) становить 1.743 особи (з них менше 14 років — 17,5%, від 15 до 64 — 70,4%, понад 65 років — 12,1%). У 2006 р. народжуваність склала 27 осіб, смертність — 13 осіб, зареєстровано 11 шлюбів. У 2001 р. активне населення становило 610 осіб, з них безробітних — 57 осіб.

Серед осіб, які проживали на території міста у 2001 р., 946 народилися в Каталонії (з них 396 осіб у тому самому районі, або кумарці), 193 особи приїхали з інших областей Іспанії, а 95 осіб приїхало з-за кордону. 

Університетську освіту має 12,1% усього населення. 

У 2001 р. нараховувалося 461 домогосподарство (з них 24,9% складалися з однієї особи, 28% з двох осіб,20,6% з 3 осіб, 16,3% з 4 осіб, 6,9% з 5 осіб, 1,7% з 6 осіб, 0,4% з 7 осіб, 0,4% з 8 осіб і 0,7% з 9 і більше осіб).

Активне населення міста у 2001 р. працювало у таких сферах діяльності : у сільському господарстві — 2%, у промисловості — 26%, на будівництві — 10,8% і у сфері обслуговування — 61,1%. 

 У муніципалітеті або у власному районі (кумарці) працює 444 особи, поза районом — 367 осіб.

### Безробіття
У 2007 р. нараховувалося 67 безробітних (у 2006 р. — 56 безробітних), з них чоловіки становили 32,8%, а жінки — 67,2%.

## Економіка

### Підприємства міста

#### Промислові підприємства
| \| Промислові підприємства міста, за сферою діяльності \| Промислові підприємства міста, за сферою діяльності \| Промислові підприємства міста, за сферою діяльності \| \| Рік \| 2002 р. \| 2001 р. \| \| --------------------------------------------------- \| --------------------------------------------------- \| --------------------------------------------------- \| \| Енергетичні та водні ресурси \| 11,8% \| 11,8% \| \| Хімія та метали \| 47,1% \| 47,1% \| \| Переробка металів \| 11,8% \| 11,8% \| \| Продукти харчування \| 0% \| 0% \| \| Текстиль \| 0% \| 0% \| \| Виробництво меблів, видання \| 23,5% \| 23,5% \| \| Інше \| 5,9% \| 5,9% \| \| Усього підприємств \| 17 \| 17 \| |         |         |
| Промислові підприємства міста, за сферою діяльності |         |         |
| Рік | 2002 р. | 2001 р. |
| Енергетичні та водні ресурси | 11,8%   | 11,8%   |
| Хімія та метали | 47,1%   | 47,1%   |
| Переробка металів | 11,8%   | 11,8%   |
| Продукти харчування | 0%      | 0%      |
| Текстиль | 0%      | 0%      |
| Виробництво меблів, видання | 23,5%   | 23,5%   |
| Інше | 5,9%    | 5,9%    |
| Усього підприємств | 17      | 17      |

#### Роздрібна торгівля
| \| Підприємства роздрібної торгівлі міста, за сферою діяльності \| Підприємства роздрібної торгівлі міста, за сферою діяльності \| Підприємства роздрібної торгівлі міста, за сферою діяльності \| \| Рік \| 2002 р. \| 2001 р. \| \| ------------------------------------------------------------ \| ------------------------------------------------------------ \| ------------------------------------------------------------ \| \| Продукти харчування \| 47,1% \| 52,9% \| \| Одяг та взуття \| 17,6% \| 17,6% \| \| Товари для дому \| 0% \| 0% \| \| Книги та періодичні видання \| 0% \| 0% \| \| Промислова хімічна продукція \| 17,6% \| 17,6% \| \| Продукція, пов'язана з транспортними засобами \| 5,9% \| 0% \| \| Інше \| 11,8% \| 11,8% \| \| Усього підприємств \| 17 \| 17 \| |         |         |
| Підприємства роздрібної торгівлі міста, за сферою діяльності |         |         |
| Рік | 2002 р. | 2001 р. |
| Продукти харчування | 47,1%   | 52,9%   |
| Одяг та взуття | 17,6%   | 17,6%   |
| Товари для дому | 0%      | 0%      |
| Книги та періодичні видання | 0%      | 0%      |
| Промислова хімічна продукція | 17,6%   | 17,6%   |
| Продукція, пов'язана з транспортними засобами | 5,9%    | 0%      |
| Інше | 11,8%   | 11,8%   |
| Усього підприємств | 17      | 17      |

#### Сфера послуг
| \| Підприємства міста, що працюють у сфері послуг, за діяльністю \| Підприємства міста, що працюють у сфері послуг, за діяльністю \| Підприємства міста, що працюють у сфері послуг, за діяльністю \| \| Рік \| 2002 р. \| 2001 р. \| \| ------------------------------------------------------------- \| ------------------------------------------------------------- \| ------------------------------------------------------------- \| \| Гуртова торгівля \| 10,2% \| 11,4% \| \| Готелі та готельний бізнес \| 28,6% \| 27,3% \| \| Транспорт та зв'язок \| 20,4% \| 20,5% \| \| Посередницькі фінансові послуги \| 0% \| 0% \| \| Послуги підприємствам \| 2% \| 2,3% \| \| Послуги фізичним особам \| 22,4% \| 18,2% \| \| Нерухомість та ін. \| 16,3% \| 20,5% \| \| Усього підприємств \| 49 \| 44 \| |         |         |
| Підприємства міста, що працюють у сфері послуг, за діяльністю |         |         |
| Рік | 2002 р. | 2001 р. |
| Гуртова торгівля | 10,2%   | 11,4%   |
| Готелі та готельний бізнес | 28,6%   | 27,3%   |
| Транспорт та зв'язок | 20,4%   | 20,5%   |
| Посередницькі фінансові послуги | 0%      | 0%      |
| Послуги підприємствам | 2%      | 2,3%    |
| Послуги фізичним особам | 22,4%   | 18,2%   |
| Нерухомість та ін. | 16,3%   | 20,5%   |
| Усього підприємств | 49      | 44      |

## Житловий фонд
У 2001 р. 2,4% усіх родин (домогосподарств) мали житло метражем до 59 м2, 15,6% — від 60 до 89 м2, 33% — від 90 до 119 м2 і
49% — понад 120 м2.

З усіх будівель у 2001 р. 30,8% було одноповерховими, 51% — двоповерховими, 17,9
% — триповерховими, 0,3% — чотириповерховими, 0% — п'ятиповерховими, 0% — шестиповерховими,
0% — семиповерховими, 0% — з вісьмома та більше поверхами.

## Автопарк
| \| Автомобілі, зареєстровані у місті, за призначенням \| Автомобілі, зареєстровані у місті, за призначенням \| Автомобілі, зареєстровані у місті, за призначенням \| \| Рік \| 2006 р. \| 2005 р. \| \| -------------------------------------------------- \| -------------------------------------------------- \| -------------------------------------------------- \| \| Приватні автомобілі \| 62,4% \| 65,5% \| \| Мотоцикли \| 10,9% \| 10,5% \| \| Вантажівки \| 20,6% \| 20,2% \| \| Трактори \| 2,6% \| 0,6% \| \| Автобуси та ін. \| 3,6% \| 3,3% \| \| Усього автомобілів \| 1.344 шт. \| 1.196 шт. \| |           |           |
| Автомобілі, зареєстровані у місті, за призначенням |           |           |
| Рік | 2006 р.   | 2005 р.   |
| Приватні автомобілі | 62,4%     | 65,5%     |
| Мотоцикли | 10,9%     | 10,5%     |
| Вантажівки | 20,6%     | 20,2%     |
| Трактори | 2,6%      | 0,6%      |
| Автобуси та ін. | 3,6%      | 3,3%      |
| Усього автомобілів | 1.344 шт. | 1.196 шт. |

## Вживання каталанської мови
У 2001 р. каталанську мову у місті розуміли 97,1% усього населення (у 1996 р. — 97,9%), вміли говорити нею 86,6% (у 1996 р. — 
89,8%), вміли читати 82,2% (у 1996 р. — 86,1%), вміли писати 57,4
% (у 1996 р. — 53%). Не розуміли каталанської мови 2,9%.

## Політичні уподобання
У виборах до Парламенту Каталонії у 2006 р. взяло участь 710 осіб (у 2003 р. — 698 осіб). Голоси за політичні сили розподілилися таким чином:
| \| Вибори до Парламенту Каталонії \| Вибори до Парламенту Каталонії \| Вибори до Парламенту Каталонії \| \| Рік \| 2006 р. \| 2003 р. \| \| -------------------------------------- \| ------------------------------ \| ------------------------------ \| \| Конвергенція та Єднання (CiU) \| 35,1% \| 38,1% \| \| Соціалістична партія Каталонії (PSC) \| 20,4% \| 22,2% \| \| Народна партія (PP) \| 6,8% \| 7,4% \| \| Ініціатива за зелену Каталонію (IC) \| 13,7% \| 9,3% \| \| Республіканська лівиця Каталонії (ERC) \| 19,6% \| 22,1% \| \| Громадянська партія (C's) \| 1,1% \| 0% \| \| Інші \| 3,4% \| 0,9% \| |         |         |
| Вибори до Парламенту Каталонії |         |         |
| Рік | 2006 р. | 2003 р. |
| Конвергенція та Єднання (CiU) | 35,1%   | 38,1%   |
| Соціалістична партія Каталонії (PSC) | 20,4%   | 22,2%   |
| Народна партія (PP) | 6,8%    | 7,4%    |
| Ініціатива за зелену Каталонію (IC) | 13,7%   | 9,3%    |
| Республіканська лівиця Каталонії (ERC) | 19,6%   | 22,1%   |
| Громадянська партія (C's) | 1,1%    | 0%      |
| Інші | 3,4%    | 0,9%    |

У муніципальних виборах у 2007 р. взяло участь 844 особи (у 2003 р. — 683 особи). Голоси за політичні сили розподілилися таким чином:
| \| Муніципальні вибори \| Муніципальні вибори \| Муніципальні вибори \| \| Рік \| 2007 р. \| 2003 р. \| \| -------------------------------------- \| ------------------- \| ------------------- \| \| Конвергенція та Єднання (CiU) \| 44,1% \| 0% \| \| Соціалістична партія Каталонії (PSC) \| 24,2% \| 74,7% \| \| Народна партія (PP) \| 0% \| 0% \| \| Ініціатива за зелену Каталонію (IC) \| 0% \| 0% \| \| Республіканська лівиця Каталонії (ERC) \| 31,8% \| 25,3% \| \| Громадянська партія (C's) \| 0% \| 0% \| \| Інші \| 0% \| 0% \| |         |         |
| Муніципальні вибори |         |         |
| Рік | 2007 р. | 2003 р. |
| Конвергенція та Єднання (CiU) | 44,1%   | 0%      |
| Соціалістична партія Каталонії (PSC) | 24,2%   | 74,7%   |
| Народна партія (PP) | 0%      | 0%      |
| Ініціатива за зелену Каталонію (IC) | 0%      | 0%      |
| Республіканська лівиця Каталонії (ERC) | 31,8%   | 25,3%   |
| Громадянська партія (C's) | 0%      | 0%      |
| Інші | 0%      | 0%      |